# Templo de Quetzaltenango
El Templo de Quetzaltenango, es uno de los templos construidos y operados por la Iglesia de Jesucristo de los Santos de los Últimos Días, el número 136 en operaciones por la iglesia, el quinto de Centroamérica y el segundo en edificarse en Guatemala. Presta servicio aproximadamente a 60 000 fieles que viven en los departamentos del occidente guatemalteco. Se ubica en la 9a. calle 4-03 de la zona 9 de Quetzaltenango, frente al Residencial Los Cerezos I en lo alto de una colina en el extremo occidental de la ciudad.
Ubicado a una altitud de 2426 metros (7959,3 pies) metros sobre el nivel del mar, el templo de Quetzaltenango es uno de los templos más elevados de su tipo que hay en el mundo. El de mayor elevación es el templo de Cochabamba (2650 metros (8694,2 pies) m s. n. m.).

## Historia
Al ser finalizado el templo, la Primera Presidencia de la Iglesia (consejo gobernante más alto de la misma) anunció la realización del Programa de Puertas Abiertas o Casa Abierta evento que se llevó a cabo el viernes 11 de noviembre de 2011 al sábado 26 de noviembre de 2011, durante la actividad alrededor de ochenta mil visitantes tuvieron la oportunidad de conocer el edificio previo a su dedicación.
Previamente a la dedicación del templo, durante el mismo fin de semana, se organizó una presentación cultural que contó con la participación de más de dos mil ochocientos jóvenes, entre siete y diecisiete años, de las diferentes iglesias de los departamentos del occidente del país. La actividad contó con una asistencia de aproximadamente siete mil personas que aplaudieron particularmente las presentaciones artísticas de Ferrocarril de los Altos y Luna de Xelajú; Edvin Pérez, uno de los coordinadores del evento expresó para la ocasión: "El propósito es darle tributo a Dios a través de la cultura que tiene Guatemala".
Con anterioridad los miembros de esta región del oeste de Guatemala debieron viajar al Templo de Mesa (Arizona), luego (por un breve periodo de tiempo) al Templo de la Ciudad de México y desde que fuera dedicado el 14 de diciembre de 1984 al Templo de la Ciudad de Guatemala.

## Construcción
Su construcción fue anunciada el 16 de diciembre de 2006 por el presidente Gordon B. Hinckley durante la dedicación del Templo del Monte Oquirrh, Utah. La ceremonia de la primera palada se llevó a cabo la mañana del 14 de marzo de 2009 y fue presidida por el presidente del Área Centroamérica Don R. Clarke, de los Setenta y sus consejeros los Élderes Shirley D. Christensen y Enrique R. Falabella, también de los Setenta, ante una concurrencia de aproximadamente 700 personas entre las que se contaban líderes de la iglesia, miembros y personalidades locales de la región; la ocasión fue acompañada por un coro de 80 voces.
El edificio tiene un total de 1.959 metros cuadrados de construcción.

## Dedicación
El Templo SUD de la ciudad de Quetzaltenango, Guatemala fue dedicado el domingo 11 de diciembre de 2011 en tres sesiones (las cuales fueron transmitidas vía satélite a todo el país) por el presidente Dieter F. Uchtdorf, Segundo Consejero de la Primera Presidencia y quien previamente a la ceremonia de la piedra angular expresara que el nuevo templo ayudaría a muchos en la "Tierra de la Eterna Primavera".